# Paul Hoecker
Paul Hoecker (ur. 1854 w Długopolu Górnym, zm. 13 stycznia 1910 w Monachium) – niemiecki malarz, profesor i wykładowca Królewskiej Akademii Sztuk Pięknych w Monachium.

## Życiorys
Uczęszczał do gimnazjum w Prudniku, gdzie był znany ze swoich humorystycznych rysunków i karykatur tamtejszych nauczycieli. Następnie kształcił się na Akademii Sztuk Pięknnych w Monachium u Wilhema von Dieza oraz w Paryżu. W 1891 roku został profesorem na monachijskiej uczelni. Był wybitnym pedagogiem, uczył studentów twórczej samodzielności, preferował malarstwo plenerowe. W latach 1897–1901 przebywał we Włoszech. Od 1901 roku na stałe zamieszkał w starym dworze w Długopolu Górnym. Malował sceny rodzajowe, portrety, pejzaże, obrazy o tematyce marynistycznej i mistyczno-religijnej, studia wnętrz. Zasłynął jako autor wizerunków pierrota.
Dla kościoła w Długopolu Górnym wykonał obraz przedstawiający mnicha z Dzieciątkiem. Jego twórczość prezentowana była na licznych wystawach, m.in. w Monachium, Paryżu, Berlinie i Wrocławiu. Jego obrazy znajdują się m.in. w zbiorach Nowej Pinakoteki w Monachium, w Paryżu, Lipsku, Petersburgu. Jego dom w Długopolu Górnym z bogatym wystrojem wnętrza i zbiorami dzieł sztuki stał się w okresie dwudziestolecia międzywojennego ośrodkiem lokalnego życia artystycznego.

## Galeria

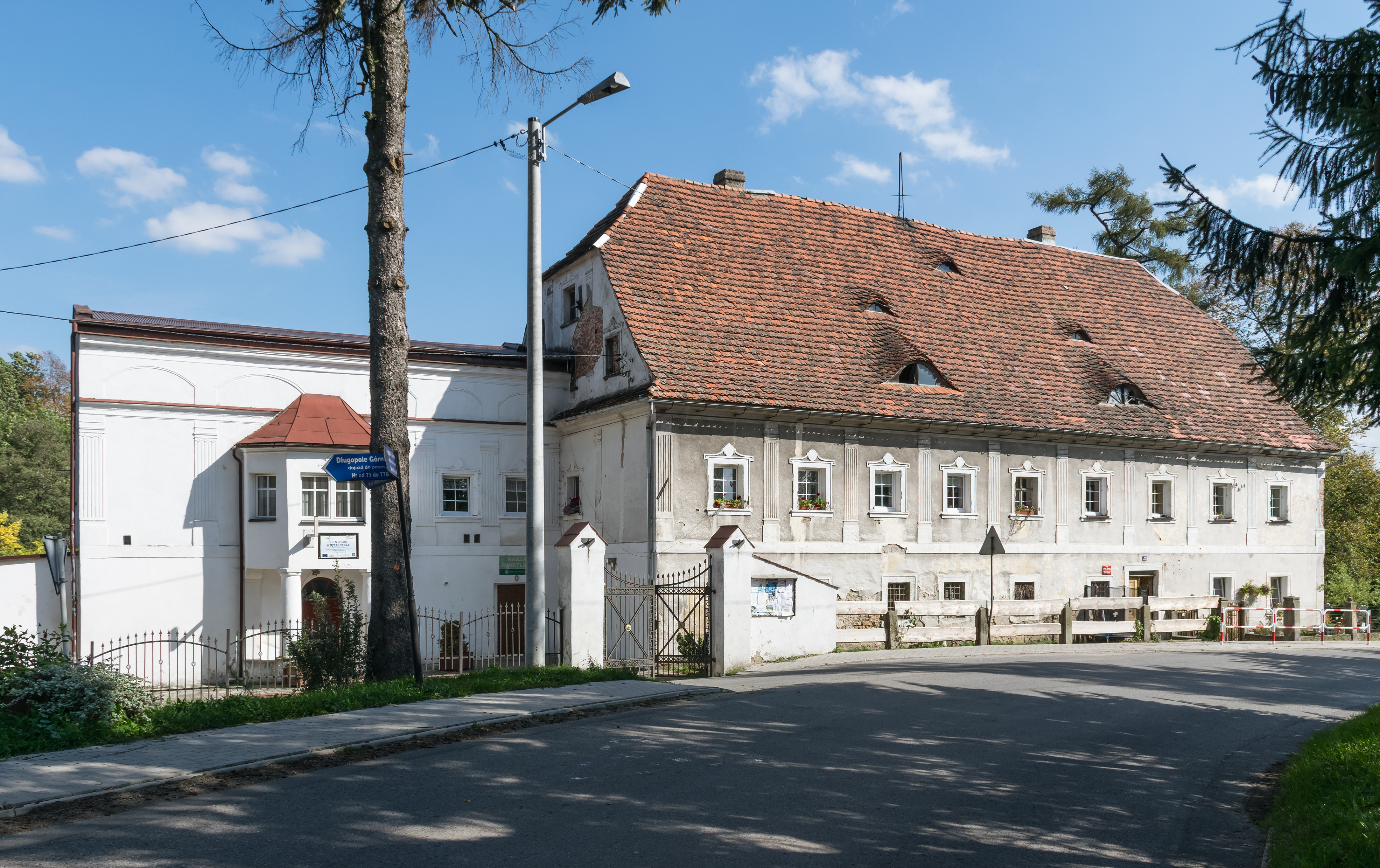
Dom Paula Hoeckera w Długopolu Górnym
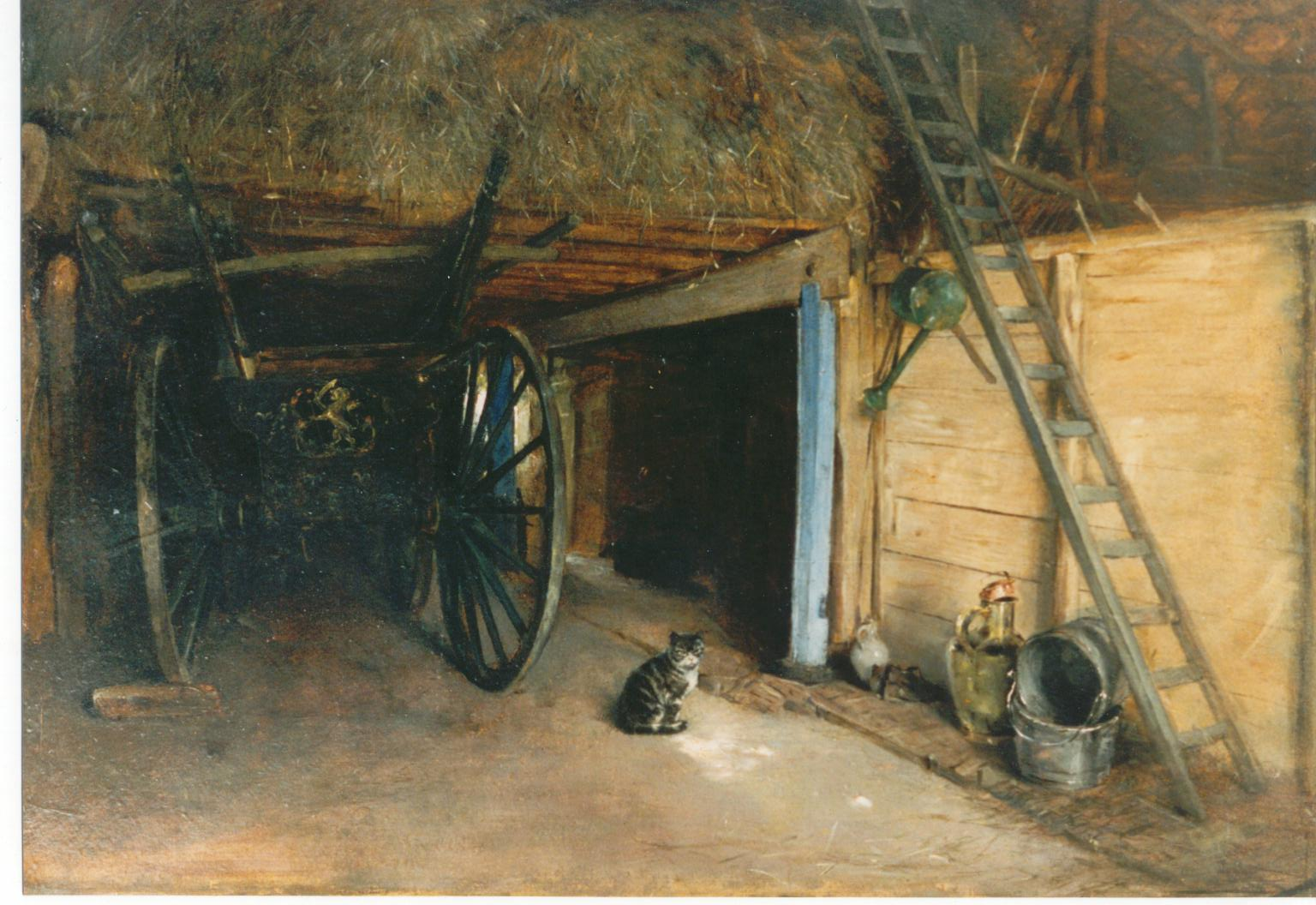
Wóz drabiniasty (1889)
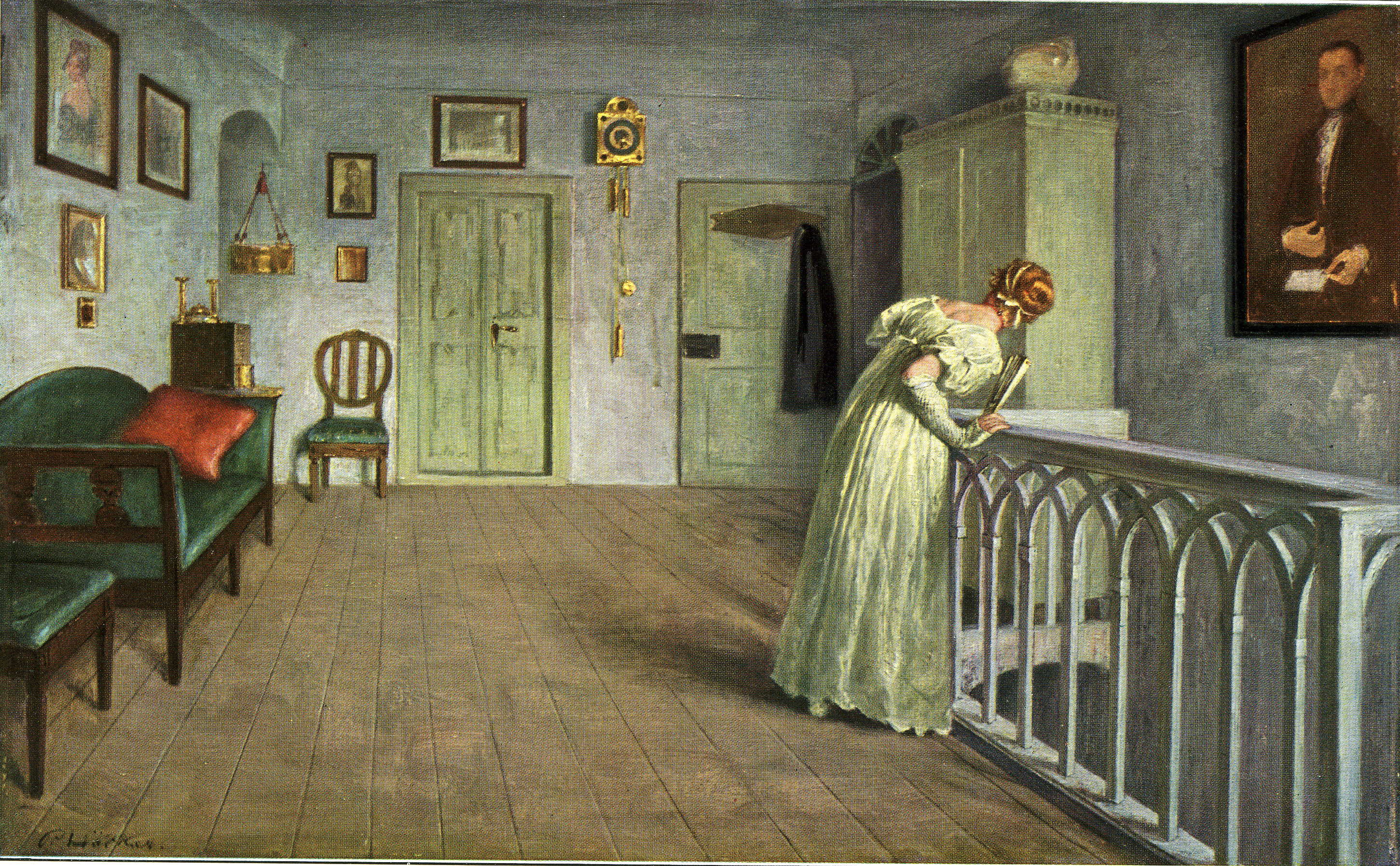
Oczekiwanie (ok. 1900)
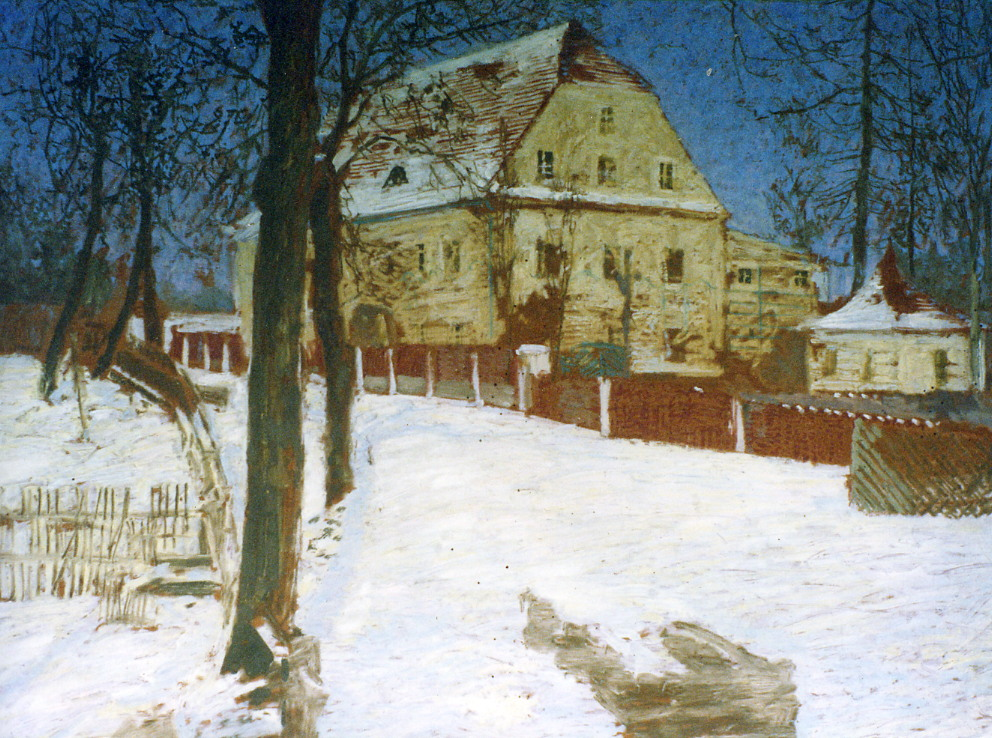
Dom w zimie (ok. 1905)
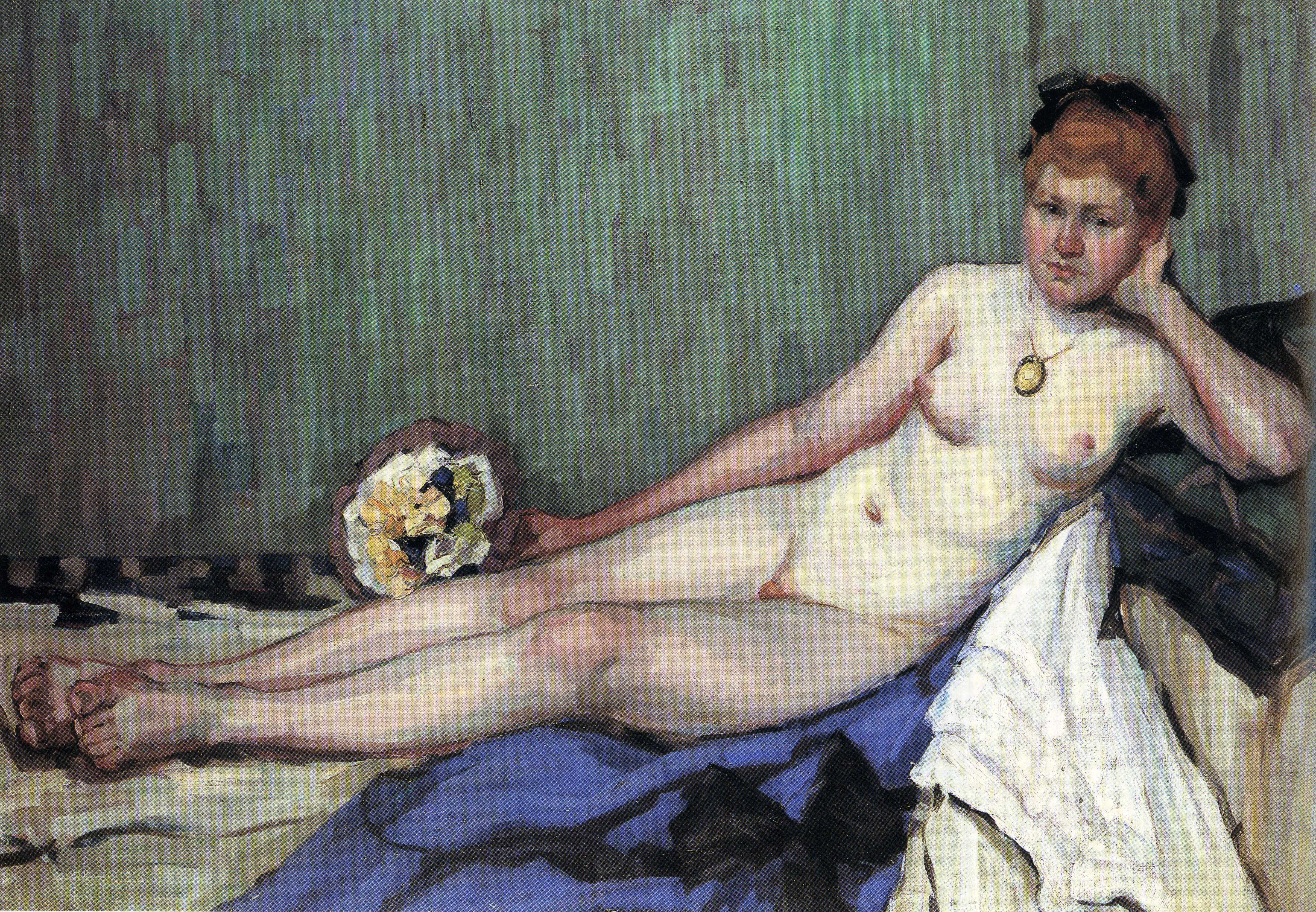
Akt z bukietem (ok. 1905)

## Pośmiertne recepcja
Pomimo ważnej roli, jaką odegrał w obrębie monachijskiej sceny artystycznej końca XIX wieku, Paul Hoecker jest dziś mało znany. Jednym z powodów może być to, że opuścił profesurę w tamtejszej Akademii Sztuk Pięknych w związku ze swoją homoseksualnością. W październiku 2019 roku w Forum Queeres Archiv München powstała grupa badawcza, której zadaniem jest zbadanie życia i twórczości malarza. Część rodzinnego majątku Paula Hoeckera trafiła do archiwum Forum Queeres Archiv München i została zdigitalizowana.